# Păunești (okręg Vrancea)
Păunești – wieś w Rumunii, w okręgu Vrancea, w gminie Păunești. W 2011 roku liczyła 5034
mieszkańców